# Sagrada Família (Rio Grande do Sul)
Sagrada Família est une municipalité brésilienne située dans l'État du Rio Grande do Sul.